# 坎巴利內火山
坎巴利內山（Камбальная Сопка）是俄羅斯的火山，位於堪察加半島南部，海拔高度2,156米，山體在全新世形成。1769年火山噴發後，坎巴利內山立刻沉寂下來，沒有了火山活動。然而，歷經近250年的休眠，2017年3月24日，山體再度噴發。